# Siège de Dole (1668)
Pour les articles homonymes, voir Siège de Dole.
Guerre de Dévolution
Batailles
- Charleroi
- Douai
- Lille
- Besançon
- Dole
- Gray

Le siège de Dole de 1668 est une bataille qui eut lieu entre le 10 et le 14 février 1668 à Dole alors capitale du comté de Bourgogne durant la première guerre de conquête de la Franche-Comté. Elle oppose les troupes françaises du roi de France Louis XIV aux troupes du comté de Bourgogne commandées par François de la Baume-Montrevel, marquis de Saint-Martin.

## Contexte

### Le contexte comtois
En 1668, le comté de Bourgogne, est dans une positon et une situation particulière.
Intérieurement, le pays n'est pas remis de la terrible guerre de Dix Ans qui a ravagé son territoire et détruit de nombreuses localités.  La population a été décimée et la démographie demeure encore faible. Le pays est de plus en proie à des divisions dont certaines ne font que commencer. Le parlement et le gouverneur ne s'entendent pas entre eux et sont en lutte permanente. Aucun plan de défense ne peut voir le jour et le comté n'a pas d'armée. Une partie de la noblesse comtoise commence à choisir le parti de la France au détriment de l'Espagne,  phénomène qui sera amplifié dans les années à venir. Enfin, les fortifications des cités n'ont pas été réellement réparées ni améliorées depuis la dernière guerre.
À l'extérieur, le comté de Bourgogne, et plus particulièrement les parlementaires comtois, se sentent à l'abri par les traités de neutralité qu'ils ont ratifiés. Conscient des faiblesses sur le plan diplomatique, le marquis de Yennes, gouverneur du comté, charge Jean de Watteville de négocier une alliance avec la Suisse, mais le parlement, dans sa stratégie d'opposition systématique à son gouverneur, invalide le traité. L’Espagne étant trop faible pour intervenir militairement, la comté est quasiment sans défense à l'aube de la guerre.

## Le début de la campagne
Le 2 février, le Grand Condé passe la frontière avec 19 000 hommes : la surprise côté comtois est totale. Entre le 2 et le 4, les Français prennent Pesmes, Marnay, Arbois, Poligny et Bletterans. Besancon se rend le 7 février sans combattre. Le même jour, Salins connaît le même sort au terme d'une résistance symbolique. Louis XIV craint d'attaquer en plein hiver les villes de Gray et de Dole, qui sont alors les plus puissantes, mais il apprend dans le même temps que ces dernières manquent d'hommes et de munitions. Alors, devant la succession de victoires, le roi de France accepte de se lancer à l'attaque de Dole le 9 février,.
Dole est la troisième ville du pays après Besançon et Salins. Les milices, convoquées tardivement le 7 février, ne sont sur pied que le 10. La ville de Dole dispose de 370 soldats réguliers et 1 250 miliciens, et 40 pièces d'artillerie, le tout commandé par François de la Baume-Montrevel, marquis de Saint-Martin. Il est adjoint de Claude de Bauffrremont, marquis de Meximieux, arrivé dans la cité la veille du siège, mais sans les renforts qu'il espérait.

## Le siège

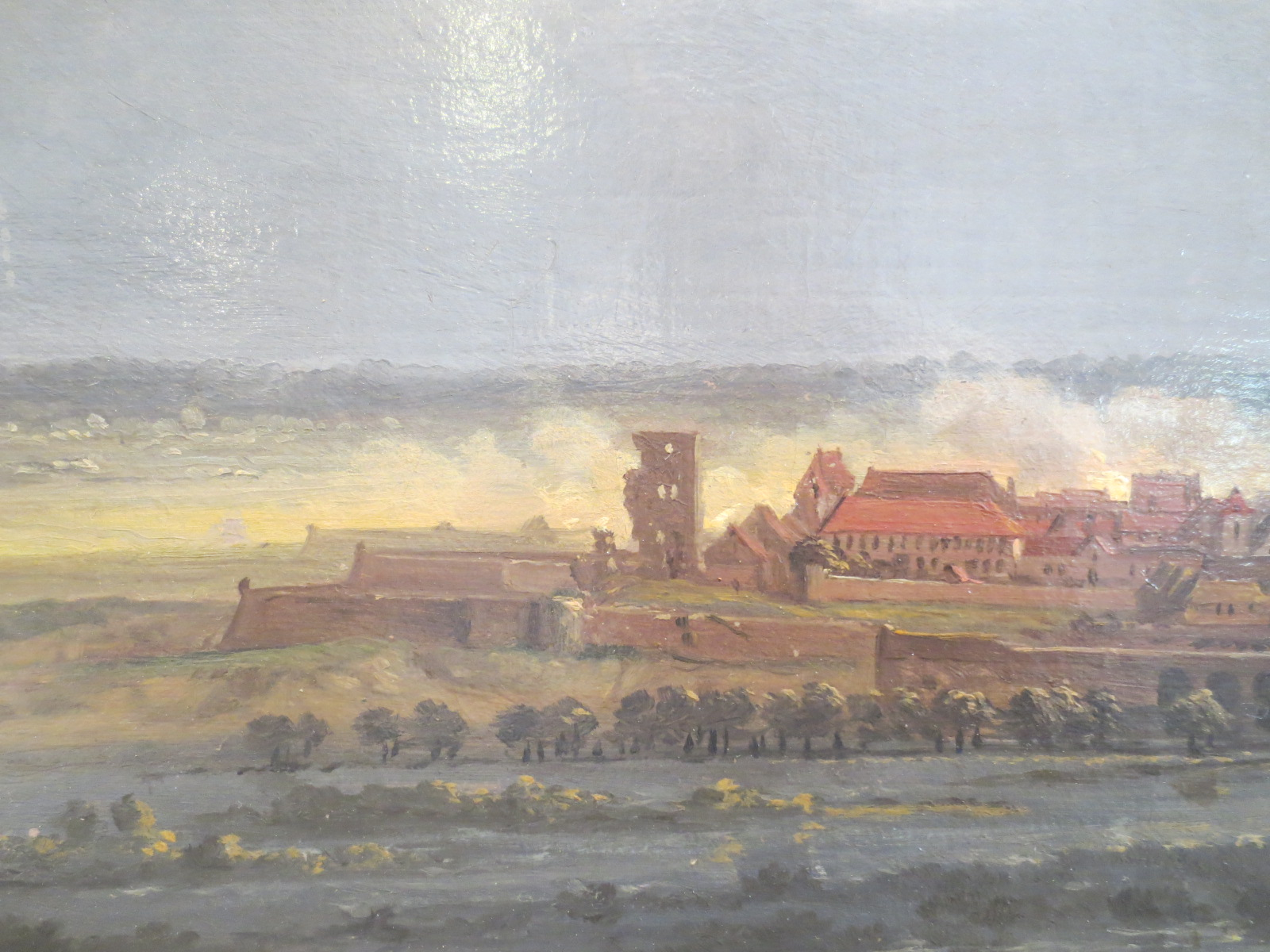
Bastion du vieux château de Dole, un des trois objectifs des Français

Arrivé sur place, Louis XIV ordonne au duc de Roquelaure d’investir Dole du côté du Montroland, et aux troupes qui étaient à Rochefort de passer la rivière, pour la cerner du côté opposé, Il demande aussi au duc de Roannès de faire établir les troupes dans les quartiers qu’il avait désignés, et fit le tour de la place pour la reconnaître. À ce moment-là, un boulet passe non loin du souverain, manquant de le blesser.  
Il décide d'installer son quartier-général à Foucherans. À l'intérieur de la cité comtoise, le marquis de Saint-Martin et la population sont bien déterminés à résister, malgré la faiblesse des murailles et leur infériorité numérique. 

Le 11, les travaux de sape et la réalisation des tranchées commencent, effectués par plus de mille travailleurs. L'attaque est prévue à la nuit tombée. À 9 heures du soir, cinq coups de mousquet donnent le signale et la garde française est la première à partir à l’assaut du mont Roland. Les trois attaques réussissent. À celle de Saint-Vallier, le feu fut d’abord fort vif, mais il cessa aussi le premier. Après un engagement meurtrier, le logement fut fait, mais à deux toises environ de la palissade, que les assiégés n’avaient pas entièrement abandonnée. À l’attaque des gardes, les grenadiers se rendirent maîtres du chemin couvert. À un autre endroit, le régiment lyonnais s'empare d'un bastion en demi-lune au prix de 600 morts, contre seulement 50 morts comtois. 

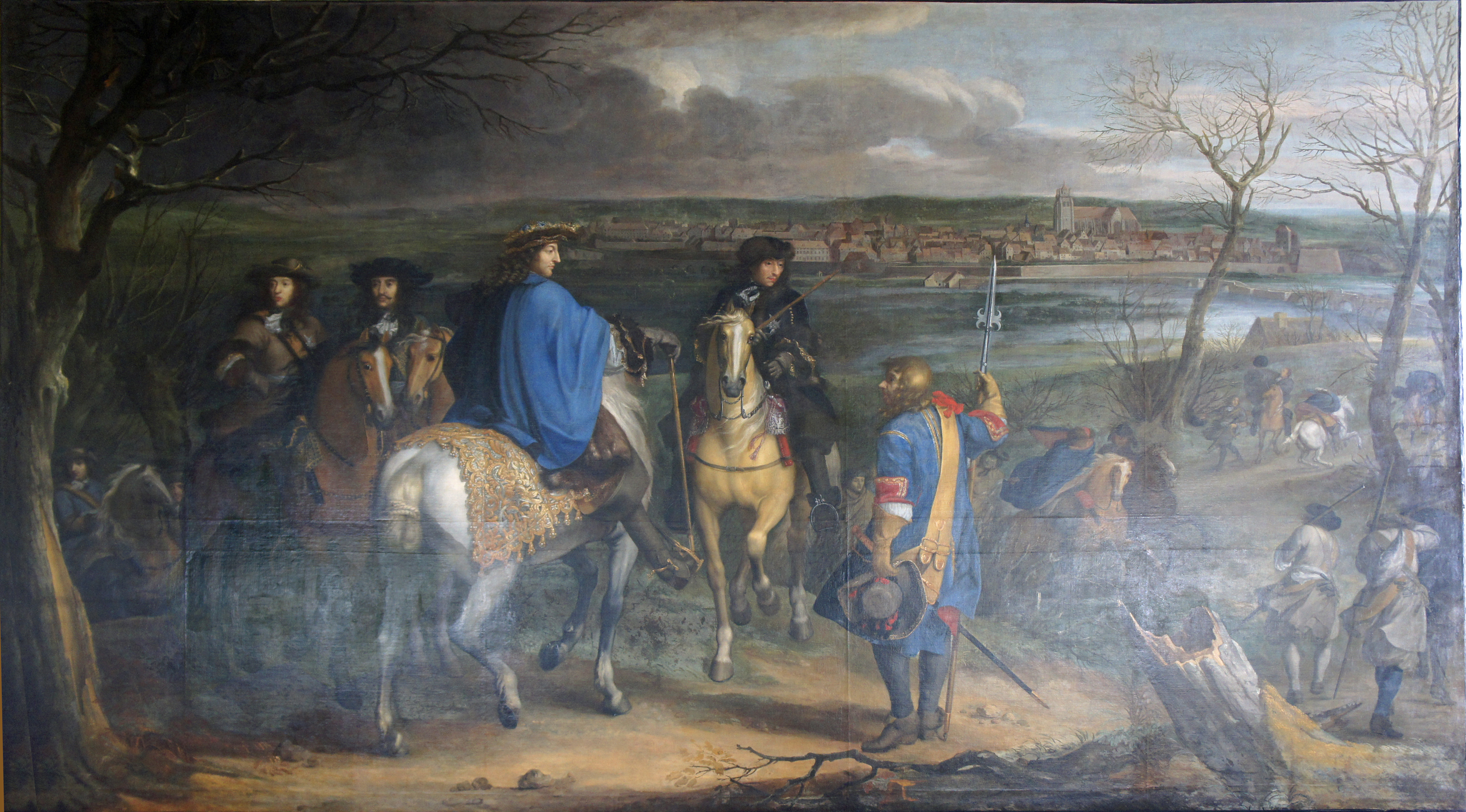
Louis XIV au siège de Dole, le 14 février 1668

Le lendemain, le 12, fut une journée meurtrière pour les Français. Les tranchées et les travaux de sape n'avaient pas avancé autant dans la nuit qu'ils l’espéraient. Les Français, qui avaient pris position dans la demi-lune et les contrescarpes, se retrouvèrent isolés au lever du jour, manquant de tout. Le prince de Condé lui-même risque sa vie pour les rejoindre et les encourager. Une nouvelle attaque est décidée pour la nuit suivante et les pièces d'artillerie sont disposées autour de la ville. Côté comtois, le moral des défenseur est bas mais la détermination demeure intacte : la plupart d'entre eux se préparent à une mort certaine, mais refusent toute idée de reddition. Côté français, si la prise de Dole commence bien et semble inéluctable, elle s'annonce de plus en plus comme longue et coûteuse en vies humaines. L'état-major du roi estime à une douzaine de jours la durée nécessaire pour venir à bout des défenses de la ville. Une autre stratégie est alors décidée. L'un des prisonniers comtois capturé, Marc de Toulongeon est envoyé dans la ville de Dole avec les conditions suivantes : si la cité ne se rend pas immédiatement, elle perdra tous privilèges et son rôle de capitale de la Franche-Comté. Le 13 est donc envoyé cet émissaire dans la cité comtoise. Anecdote intéressante, il est l'arrière-petit-neveu du défenseur de Dole lors de son siège de 1477. Si le gouverneur et les combattants ne sont absolument pas sensibles à ces nouvelles exigences, il en est tout autrement pour les parlementaires, qui sont effrayés par ces nouvelles annonces. Le parlement décide, contre l'avis du gouverneur, d'accepter de signer la capitulation.

## Capitulation et conséquences

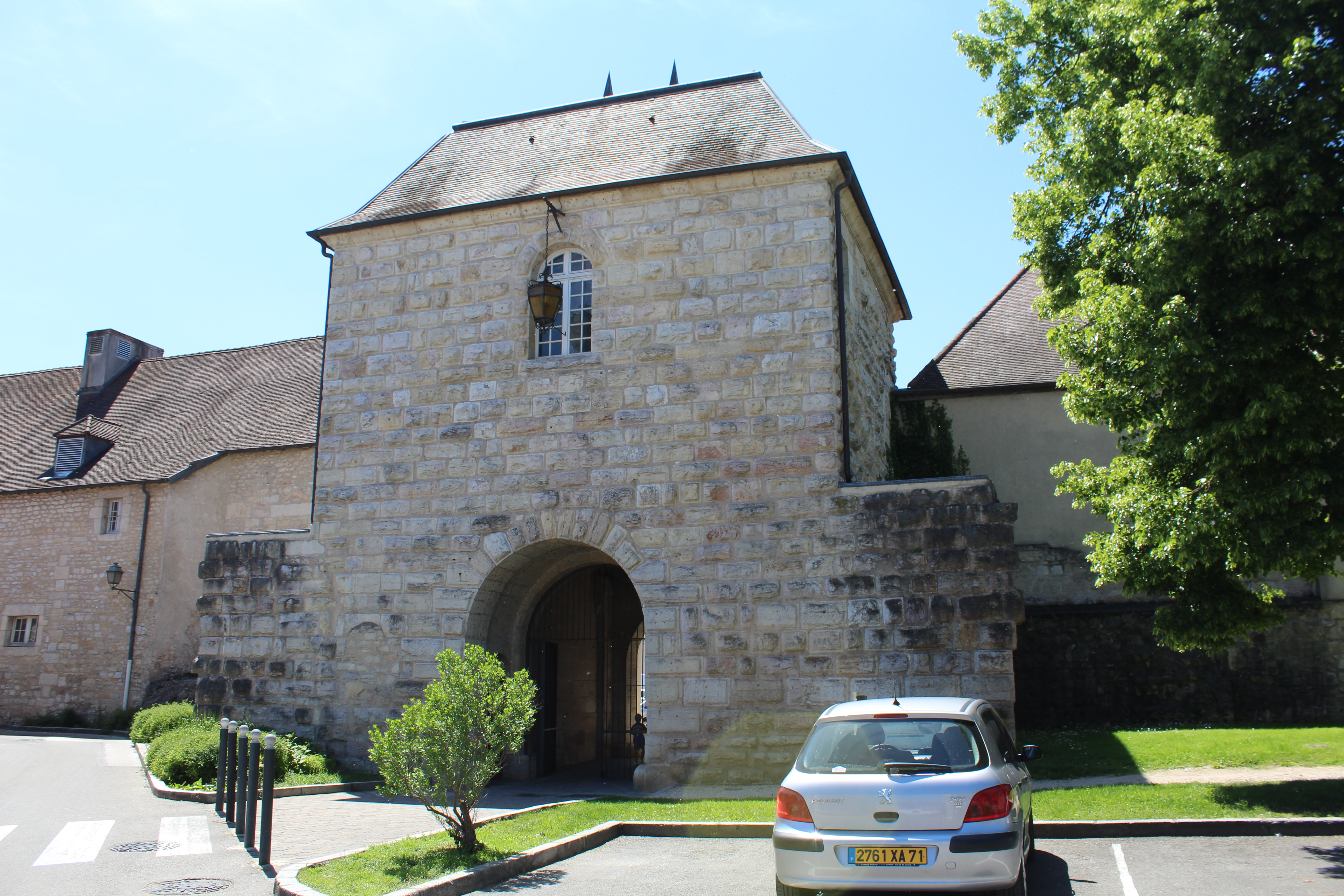
Porte d'Arans par laquelle Louis XIV fait son entrée dans Dole

La capitulation est signée le lendemain au matin, avec des termes portant principalement le maintien de la religion catholique dans toute sa pureté, la confirmation des privilèges de la ville et des différents corps ; que le parlement, la chambre des comptes, l’université, le bailliage, etc., ne pourraient jamais en être enlevés, ni les états tenus ailleurs ; que les membres du parlement pourraient une fois disposer de leurs offices à volonté ; que le roi se chargerait des dettes de l’Espagne dans la province, etc.  
De leur côté les marquis de Meximieux et de Saint-Martin, outrés par la tournure des événements, demandent à ne pas être mentionnés dans le traité.  
Le soir même, Louis XIV fait une entrée sur le mode triomphal dans la ville, mais reçoit un accueil assez froid de la part de la population encore abasourdie par la reddition. Débarrassé de la place forte de Dole, Louis XIV peut s'attacher à prendre la ville de Gray, dernier bastion comtois encore debout.
Par le traité d'Aix-la-Chapelle du 2 mai 1668, la France devra restituer Dole et le reste de la Franche-Comté aux Habsbourg d'Espagne.